# 에이스탁
에이스탁(Acetak)은 대한민국의 기업이다.

## 개요
2010년 법인설립이 되었으며 콘텐츠 플랫폼 사업(SBSCNBC 컨닝, 케미스터디 등)이 중심이다. 증권 정보 콘텐츠 플랫폼의 빠른 성장성에 기반하여 대대적인 리뉴얼을 병행하였으며, 교육 콘텐츠 플랫폼 케미스터디의 경우 외국어 화상 교육 사업을 강화하기 위하여 스토리버스를 인수하였다.